# Med vidöppna fönster
Med vidöppna fönster är den svenske rockartisten Tomas Ledins artonde studioalbum, utgivet 2004.
Albumet spelades in i Polar Studios 17–20 februari & 2–3 december 2003. Producent var Dan Hylander och Ledin. Hylander hade även skrivit alla låtar utom två tillsammans med Ledin. Detta var första gången som Ledin skrev låtar till ett helt album tillsammans med en annan artist. På albumet medverkade musiker som Esbjörn Svensson och Dan Berglund.
Från skivan släpptes singeln Vem kunde ana. Den nådde ingen listplacering. Skivan som helhet nådde 2:a plats i Sverige och 33:e plats i Finland.

## Låtlista
| 1.           | Bara Miles blåa toner hänger kvar | Tomas Ledin, Dan Hylander | 4:33  |
| 2.           | Vem kunde ana                     | Tomas Ledin, Dan Hylander | 3:37  |
| 3.           | (Vad gör du med mig) Louise       | Tomas Ledin, Dan Hylander | 3:57  |
| 4.           | Kärlekens anletsdrag              | Tomas Ledin               | 5:29  |
| 5.           | Ett fruset ögonblick              | Tomas Ledin, Dan Hylander | 3:59  |
| 6.           | En för att sova                   | Tomas Ledin, Dan Hylander | 4:22  |
| 7.           | Det finns nätter                  | Tomas Ledin, Dan Hylander | 5:27  |
| 8.           | När fullmånen slösar sitt silver  | Tomas Ledin               | 6:05  |
| 9.           | Lyckligt berusad av dig           | Tomas Ledin, Dan Hylander | 4:22  |
| 10.          | Balladen om Ohlin                 | Tomas Ledin, Dan Hylander | 5:32  |
| 11.          | Bröllopsvisa (För första gången)  | Tomas Ledin, Dan Hylander | 2:57  |
| 12.          | Stanna                            | Tomas Ledin, Dan Hylander | 6:15  |
| Total längd: | Total längd:                      | Total längd:              | 56:39 |

## Medverkande
- Dan Berglund – bas
- Alfredo Chacon – slagverk
- Ulf Gustavsson – gitarr, dobro, steelgitarr
- Dan Hylander – producent
- Tomas Ledin – gitarr, sång, producent
- Per Lindvall – trummor
- Mats Schubert – orgel, piano, marimba
- Esbjörn Svensson – piano

## Listplaceringar
| Lista (2004) | Position |
| ------------ | -------- |
| Finland      | 33       |
| Sverige      | 2        |

## Mottagande
Med vidöppna fönster har medelbetyget 3,0/5 på Kritiker.se, som sammanställer bland annat skivrecensioner, baserat på tre recensioner. Svenska Dagbladet gav betyget 4/6. Recensenten Dan Backman skrev "Jodå, det fungerar riktigt bra när Tomas Ledin sparkar av sig bootsen, byter elguran mot en akustisk gitarr och tonar ner det bredbenta anslaget." Han berömde vidare Esbjörn Svenssons insatser som pianist.
Helsingborgs Dagblad betygsatte skivan 3/5 och konstaterade att Ledin på skivan var "mer opluggat akustisk än inpluggad elektrisk." Recensenten Göran Holmquist fortsatte: "Han vågar slappna av i myssoffan, inte bara stå så där poserande macho-bredbent." Holquist kritiserade dock Ledin texter som han menade krockade med musiken.
Expressen var desto mer kritisk och tilldelade albumet betyget 2/5. Recensenten Andres Lokko avslutade recensionen med orden "När det övergår i outhärdlig bluesrock ("En för att sova") vill man ringa polisen, men i de stunder då den nya omgivningen hyvlar bort de kantiga hörnen uppstår något oväntat; vuxen popmusik som faktiskt bara kan kallas sympatisk."